# Дмитрівка (Барвінківська міська громада)
Дми́трівка — село в Україні, у Барвінківській міській громаді Ізюмського району Харківської області. Населення становить 533 осіб. До 2020 орган місцевого самоврядування — Іванівська Друга сільська рада.

## Географія
Село Дмитрівка розташоване на лівому березі річки Берека, на протилежному березі річки знаходиться село Українка.
Село знаходиться за 60 км від районного центру і залізничної станції Барвінкове, за 120 км від м. Харків, до найближчої залізничної станції Краснопавлівка — 35 км. В населеному пункті у 179 дворах проживає 529 чол. населення.

## Історія
Перші відомості про село зустрічаємо за 1750 рік. За однією з версій, ці землі царською милістю були подаровані за видатні заслуги Дмитрію Солунському, де він і поселив кріпаків, бо навколишня багата природа останньому дуже припала до вподоби.
Ще до заснування поселення в 1735 році в цій місцевості проходив ланцюг укріплень для захисту південних кордонів Росії від нападів кримських татар. Про це нагадують нині старі сторожові кургани, що оточують Дмитрівку.
В 60 роках XIX ст. в Дмитрівці поселився поміщик Герасим Косіков, який разом з фабрикантом Іларіоновим побудували цукровий завод, а також цех з переробки риби. Ці переробні підприємства були десь у 1914 році продані синами пана Косікова й демонтовані.
У 1732 році в селі на кошти поручика Толева була збудована дерев'яна однопрестольна Покровська церква, яка була перебудована на кошти прихожая. Згоріла в 1941 році.
Село постраждало внаслідок геноциду українського народу, проведеного урядом СССР в 1932—1933 роках, кількість встановлених жертв в Червоній Балці та Дмитрівці — 62 людини.
130 радянських солдат, що загинули під час німецько-радянської війни, нині покояться в братській могилі, над якою в 1995 році було зведено пам'ятник-меморіал.
12 червня 2020 року, відповідно до Розпорядження Кабінету Міністрів України  № 725-р «Про визначення адміністративних центрів та затвердження територій територіальних громад Харківської області», увійшло до складу Барвінківської міської територіальної громади.
19 липня 2020 року, в результаті адміністративно-територіальної реформи та ліквідації Барвінківського району, село увійшло до складу Ізюмського району.
У 2022 році село постраждало внаслідок російських обстрілів.

## Економіка
- В селі є молочно-товарна, свино-товарна і вівце-товарна ферми, машинно-тракторні майстерні.

## Культура
- Школа
- Клуб
- Бібліотека

## Пам'ятки
- Археологічною пам'яткою вважається курган на західній околиці села. А вздовж північної околиці тягнеться ланцюг з 10 курганів висотою 1,3—5 м.
- На північ від села знаходяться залишки Української оборонної лінії.
- Ентомологічний заказник місцевого значення «Красногірський». Заповідна ділянка розміщена на схилах степової балки південної експозиції. Рослинний покрив утворює асоціації кустарникових (з карагани чагарникової, терену) і ковильно-разнотравних степів з участю видів ковили, типчаку, маренки рожевої, волошки східної, оману шорсткого, видів щавелю, зопнику, астрагалу. В заказнику мешкають більше 20 видів бджолиних: антофори, мелітти, евцери, андрени, галікти, джмелі степові та ін. Серед них — представники Червоної книги України — рофітоідес сірий, мелітурга булавовуса, джміль вірменський[5]